# Argir
Argir (IPA: [ˈaɹʤɪɹ], danska: Arge) är en ort med 2 006 invånare (2015) på ön Streymoy i Torshamns kommun på Färöarna. Orten har under senare tid växt mer och mer ihop med huvudstaden Torshamn och är sedan 1997 del av Torshamns kommun.
Mellan 1985 och 2005 växte Argir med över 600 invånare och stadsdelen sträcker sig numera långt upp på berget. Argir har en båthamn, en roddklubb Argja Róðrarfelag, som är en av landets bästa. Argir har också ett fotbollslag, Argja Bóltfelag. Kyrkan i Argir byggdes 1974. Under 1500-talet fanns ett spetälskesjukhus i Argir, som även tog hand om de fattigaste. Då spetälskan försvann omkring 1750 användes sjukhuset som arbetsplats för de fattiga.

## Befolkningsutveckling
| Befolkningsutvecklingen i Argir 1985–2015 | Befolkningsutvecklingen i Argir 1985–2015 | Befolkningsutvecklingen i Argir 1985–2015 | Befolkningsutvecklingen i Argir 1985–2015 | Befolkningsutvecklingen i Argir 1985–2015 |
| ----------------------------------------- | ----------------------------------------- | ----------------------------------------- | ----------------------------------------- | ----------------------------------------- |
|                                           |                                           |                                           |                                           |                                           |
| År                                        |                                           |                                           | Folkmängd                                 |                                           |
| 1985                                      | 1985                                      |                                           | 1 274                                     |                                           |
| 1990                                      | 1990                                      |                                           | 1 465                                     |                                           |
| 1995                                      | 1995                                      |                                           | 1 459                                     |                                           |
| 2000                                      | 2000                                      |                                           | 1 618                                     |                                           |
| 2005                                      | 2005                                      |                                           | 1 906                                     |                                           |
| 2010                                      | 2010                                      |                                           | 1 992                                     |                                           |
| 2015                                      | 2015                                      |                                           | 2 006                                     |                                           |
|                                           |                                           |                                           |                                           |                                           |

## Bildgalleri

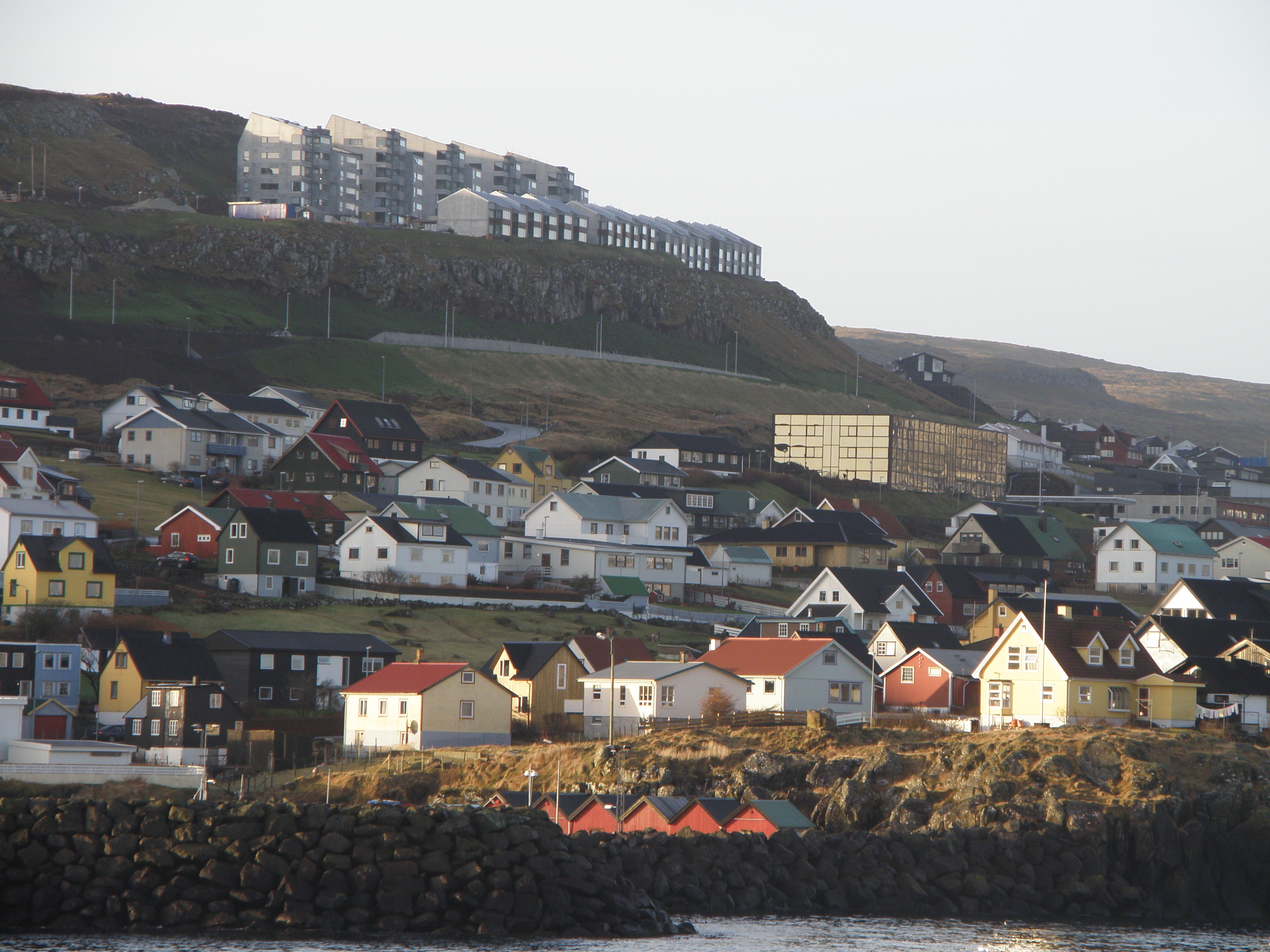
Argir januari 2010. Den höga, fyrkantiga, glittrande (skinande) byggnaden innehåller Finans- departementet, Färöarnas statistiska institution och Gjaldstovan.
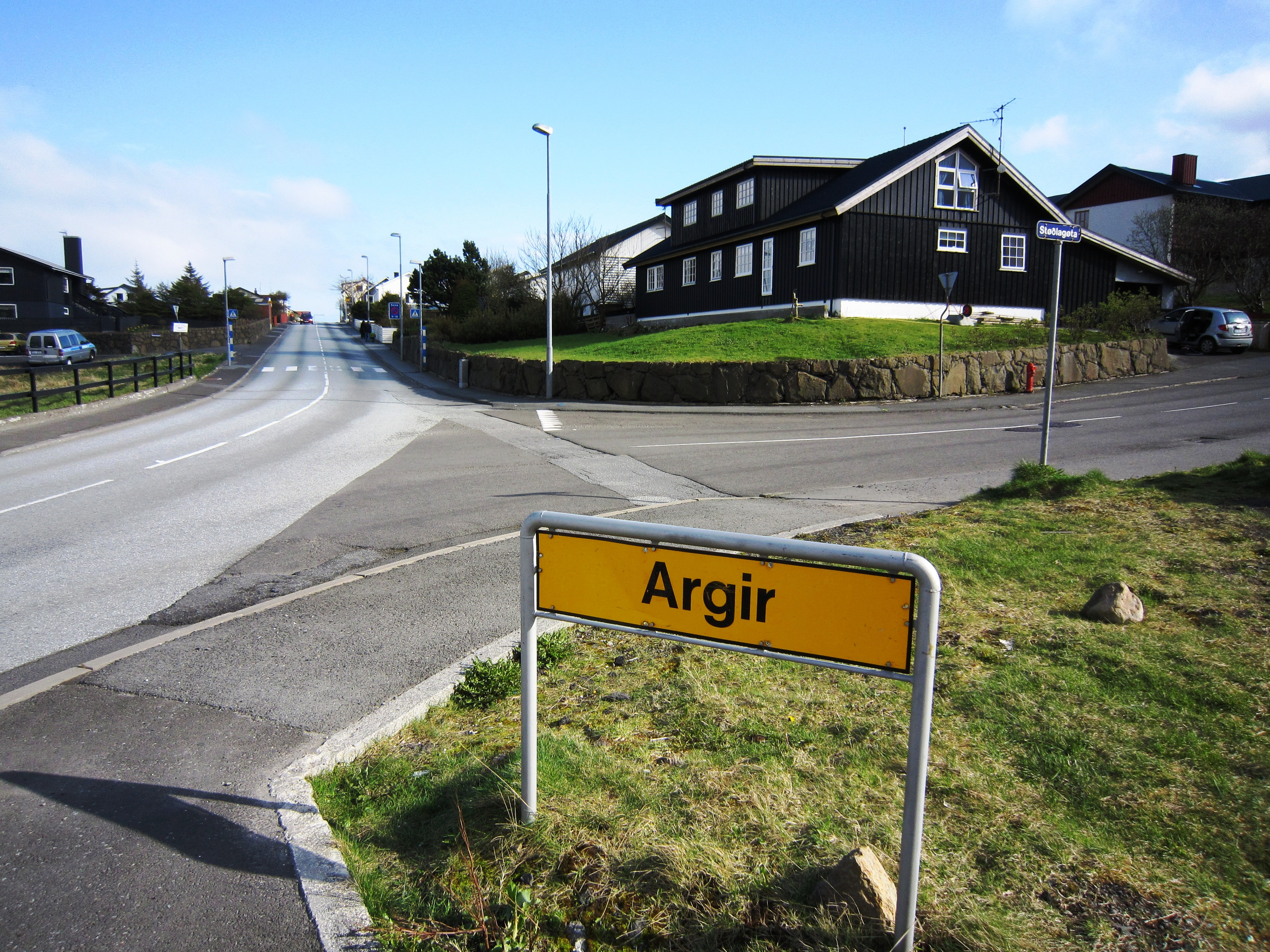
Argir, en skylt med ortens namn.
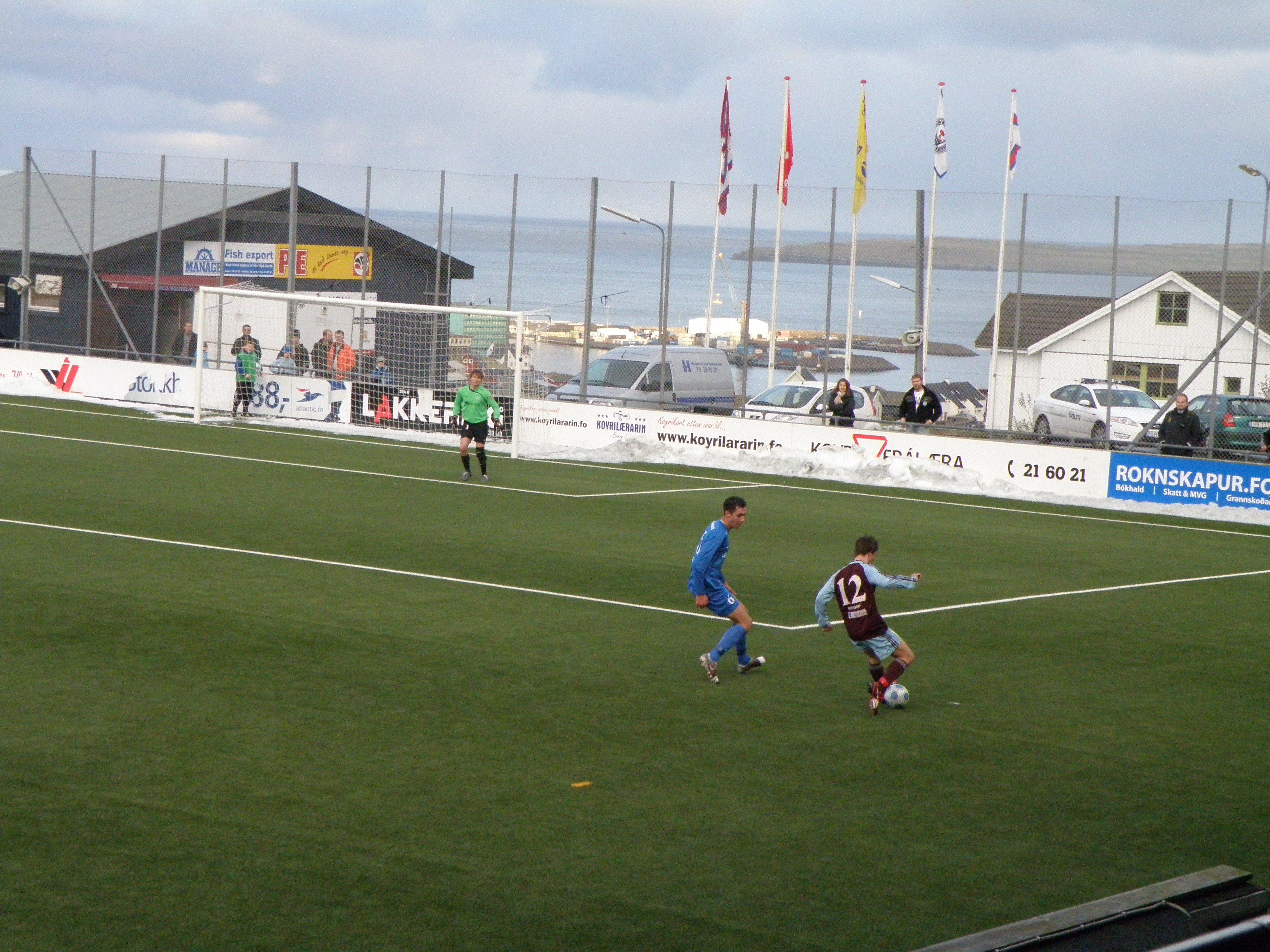
Fotbollslaget AB Argirs fotbollsstadium Inni í Vika.
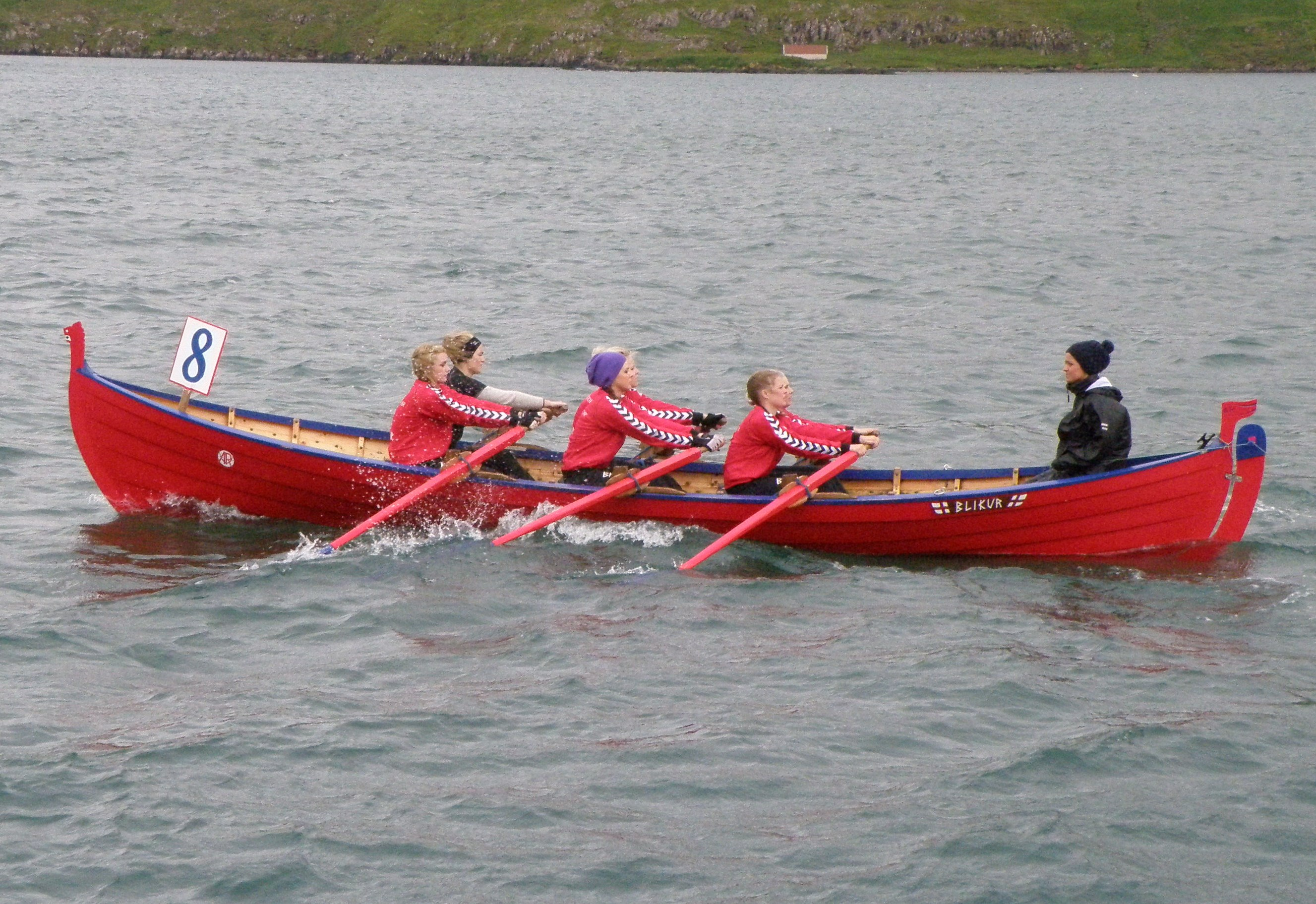
Blikur, en av roddbåtarna som tillhör Argja Róðrarfelag.